# 了不起的狐狸爸爸
《了不起的狐狸爸爸》是2009年上映的美國定格动画電影，內容根據兒童文學作家羅爾德·達爾的同名小說改編而成。電影由Regency Enterprises及Indian Paintbrush出品，魏斯·安德森執導，乔治·克鲁尼、梅莉·史翠普、Jason Schwartzman及比爾·莫瑞聲演。這是魏斯·安德森執導的第一套動畫電影，亦是二十世紀福斯發行的第一套電影。
2004年，安德森與Henry Selick在《海海人生》（The Life Aquatic with Steve Zissou）中合作時，已開始談論透過Revolution Studios合力製作此片。2006年，Revolution關閉，Selick開拍《第十四道門》，而二十世紀福斯接手製作此片。2007年，製作流程在倫敦開始。

## 剧情
狐狸先生年轻时曾以从农场中偷窃为生。但在一次行窃失風后，当时已经怀孕的妻子要求他改行从事正当职业。多年后金盆洗手的狐狸先生却在为报社撰稿的生活中感到贫穷和空虚。乘着外甥来家寄住的机会，狐狸先生不顾自己律师的反对贷款购置了新家。可新家邻居的三位农夫的农场却让狐狸先生怀念起当年自由刺激的犯罪生活，对自己现在毫无野性可言的现状感到可悲。而狐狸先生不成器的儿子长期活在过于优秀的父亲的阴影下，为了得到父亲的认可，他处处跟比自己优秀的表弟作对。
在瞒着妻子偷遍三個農場后，農夫們決定聯合起來對付狐狸先生，打掉了他的尾巴。一家人被迫向下挖掘地道逃生。在中途休息时，责怪丈夫的妻子打了狐狸先生一巴掌，狐狸先生流下了悔恨的泪水。为了收拾躲在地底的狐狸先生，农夫们将狐狸一家的树推倒，鏟平整座山。狐狸一家向地底越挖越深，卻無路可逃。其他穴居動物責怪狐狸先生令大家陷入困境。狐狸先生組織起所有动物同伙向外挖掘逃生通道，卻無意中挖通了三座農場的地下，他們偷走了三位农夫的所有产品，农夫們恼怒之餘决定对水淹地道。狐狸儿子和外甥潜入农夫家里想偷回父亲的尾巴，不幸失手，外甥还被抓走了当人质。狐狸先生组织起同伴为营救外甥而战。在惊险的混战中外甥得救，儿子在关键时刻的勇敢表现也让狐狸先生刮目相看，而得到父亲认可的儿子也喜极而泣。
在逃回家的路上野外，一行人偶遇一头野狼，狐狸先生雖自言恐懼野狼，仍試圖溝通而無功。彼此遙遥相望良久。狐狸先生望着依然保持着野性的狼眼眶湿润，向不能用言语沟通的对方举手致意，野狼同样致意后，默默地消失在丛林深处。在上次的混战后，农夫对动物们的封锁更加严密，大家被迫居住在下水道里。而为了在人类世界里活下去，狐狸先生这次又瞄准了三位农夫投资的超市……

## 配音員
- 乔治·克鲁尼 饰 狐狸先生
- 梅丽尔·斯特里普 饰 狐狸夫人費莉希（Felicity）
- 詹森·舒瓦兹曼 饰 艾許（Ash）
- 艾瑞克·切斯·安德森 饰 克里夫生（Kristofferson）
- 華利·沃洛達斯基（英语：Wallace Wolodarsky） 飾 凱立（Kylie）
- 比爾·莫瑞 飾 老獾克萊夫（Clive Badger）[3]
- 威廉·迪科 飾 老鼠（Rat）
- 欧文·威尔逊 饰 Skip教練
- 米高·甘邦 飾 法蘭克林·賓（Franklin Bean）
- Robin Hurlstone 飾 華特·波吉斯（Walter Boggis）
- Hugo Guinness 飾 尼森·棒斯（Nathan Bunce）
- 海倫·邁柯瑞 飾 賓夫人（Mrs. Bean）
- 賈維斯·卡克 飾 小彼（Petey），賓的手下。
- Juman Malouf 飾 愛格妮絲（Agnes）

## 拍摄风格
与类似于一般电影拍摄方式的其它定格动画比较，《了不起的狐狸爸爸》有下列特点：
- 全剧除三组镜头外，几乎所有场景的物品和建筑物的主要线条、人物的排列都平行或垂直于地平线
- 镜头在场景中全部以90度的倍数来转换角度
- 大量运用显示建筑物横截面的小比例大型场景
- 运用了大量类似于2D横卷轴动作游戏的横向长时间连续镜头
- 运用了大量类似于第一人称射击游戏的后方跟踪式长时间连续镜头
- 使用平面静止画来制作部分特效

等等。

## 原聲帶
| 曲序 | 曲目                                                                         | 歌手／作曲            | 时长 |
| ---- | ---------------------------------------------------------------------------- | --------------------- | ---- |
| 1.   | American Empirical Pictures                                                  | Alexandre Desplat     | 0:15 |
| 2.   | The Ballad of Davy Crockett（from Davy Crockett, King of the Wild Frontier） | The Wellingtons       | 1:40 |
| 3.   | Mr. Fox in the Fields                                                        | Alexandre Desplat     | 1:03 |
| 4.   | Heroes and Villains                                                          | The Beach Boys        | 3:37 |
| 5.   | Fooba Wooba John                                                             | Burl Ives             | 1:07 |
| 6.   | Boggis, Bunce, and Bean                                                      | Alexandre Desplat     | 0:51 |
| 7.   | Jimmy Squirrel and Co.                                                       | Alexandre Desplat     | 0:46 |
| 8.   | Love（from 罗宾汉）                                                          | Nancy Adams           | 1:49 |
| 9.   | Buckeye Jim                                                                  | Burl Ives             | 1:19 |
| 10.  | High-speed French Train                                                      | Alexandre Desplat     | 1:26 |
| 11.  | Whack-bat Majorette                                                          | Alexandre Desplat     | 2:57 |
| 12.  | The Grey Goose                                                               | Burl Ives             | 2:49 |
| 13.  | Bean's Secret Cider Cellar                                                   | Alexandre Desplat     | 2:07 |
| 14.  | Une Petite Île（from Two English Girls）                                     | Georges Delerue       | 1:36 |
| 15.  | Street Fighting Man                                                          | The Rolling Stones    | 3:15 |
| 16.  | Fantastic Mr Fox AKA Petey's Song                                            | Jarvis Cocker         | 1:21 |
| 17.  | Night and Day                                                                | Art Tatum             | 1:28 |
| 18.  | Kristofferson's theme                                                        | Alexandre Desplat     | 1:36 |
| 19.  | Just Another Dead Rat in a Garbage Pail (behind a Chinese Restaurant)        | Alexandre Desplat     | 2:34 |
| 20.  | Le Grand Choral（from 日以作夜）                                             | Georges Delerue       | 2:24 |
| 21.  | Great Harrowsford Square                                                     | Alexandre Desplat     | 3:21 |
| 22.  | Stunt Expo 2004                                                              | Alexandre Desplat     | 2:28 |
| 23.  | Canis Lupus                                                                  | Alexandre Desplat     | 1:16 |
| 24.  | Ol' Man River                                                                | The Beach Boys        | 1:18 |
| 25.  | Let Her Dance                                                                | The Bobby Fuller Four | 2:32 |

## 反響

### 專業評價
爛番茄網站上對這部電影的好評度為92%，在225條專業評論中，208條專業評論贊同，17條專業評論反對，平均分為7.9/10 ，觀眾的評價則是84%，獲得全方面的讚譽。
2022年，《IndieWire》列出21世紀最佳41部動畫電影名冊裡，本片排名第2名。

### 票房
本片于2009年10月14日，在第53届伦敦电影节上首映，并于10月23日在英国上映，由20世纪福克斯公司发行。2009年11月13日在美国上映，11月25日在全球其他地区上映。至2010年1月28日，本片在美国的票房为2022万美元。